# كيني رولنز
كيني رولنز (بالإنجليزية: Kenny Rollins)‏ مواليد 14 سبتمبر 1923 في تشارلزتون - الوفاة 09 أكتوبر 2012، كان لاعب كرة سلة أمريكي بدأ مسيرته الاحترافية في سنة 1948 وحمل الرقم 16, 4. بلغ طوله 6 قدم 0 بوصة (1.8 م). مثّل منتخب بلاده. شارك في مسابقة كرة السلة في الألعاب الأولمبية الصيفية. اعتزل اللعب في 1953.

## فرق لعب لها
- شيكاغو ستايغس
- بوسطن سيلتكس

## الميداليات
| الميدالية | المسابقة                       |
| --------- | ------------------------------ |
| ذهبية     | الألعاب الأولمبية الصيفية 1948 |

## روابط خارجية
- كيني رولنز على موقع الاتحاد الدولي لكرة السلة (الإنجليزية)
- كيني رولنز على موقع إن بي أي (الإنجليزية)
- كيني رولنز على موقع سبورتس رفرنس (الإنجليزية)
- كيني رولنز على موقع كلية كرة السلة في سبورتس رفرنس.كوم (الإنجليزية)
- كيني رولنز على موقع ريلجم (الإنجليزية)
- كيني رولنز على موقع بروبوليرز (الإنجليزية)
- كيني رولنز على موقع سبورتس رفرنس (الإنجليزية)
- كيني رولنز على موقع أوليمبيديا (الإنجليزية)